# Chi Ceti B
Chi Ceti B (χ Cet / χ Ceti B) è una stella gialla di magnitudine 6,72 situata nella costellazione della Balena. Dista 76 anni luce dal sistema solare ed è visualmente separata da Chi Ceti A di 183,8 secondi d'arco, con angolo di posizione di 250 gradi.

## Osservazione
Si tratta di una stella situata nell'emisfero celeste australe, ma molto in prossimità dell'equatore celeste; ciò comporta che possa essere osservata da tutte le regioni abitate della Terra senza alcuna difficoltà e che sia invisibile soltanto molto oltre il circolo polare artico. Nell'emisfero sud invece appare circumpolare solo nelle aree più interne del continente antartico. Essendo di magnitudine pari a 6,7, non è osservabile ad occhio nudo; per poterla scorgere è sufficiente comunque anche un binocolo di piccole dimensioni, a patto di avere a disposizione un cielo buio.
Il periodo migliore per la sua osservazione nel cielo serale ricade nei mesi compresi fra settembre e febbraio; da entrambi gli emisferi il periodo di visibilità rimane indicativamente lo stesso, grazie alla posizione della stella non lontana dall'equatore celeste.

## Caratteristiche fisiche
Chi Ceti B è una nana gialla molto simile al Sole: la massa ed il raggio sono di poco inferiori (95%) e la sua temperatura superficiale, di 5768 K, è quasi identica a quella della nostra stella, anche se, a differenza del Sole, pare essere una variabile del tipo BY Draconis, con la luminosità che varia in un periodo di 8,92 giorni di 0,05 magnitudini. La sua magnitudine apparente è di 6,72, mentre quella assoluta è +4,91. La sua velocità radiale positiva indica che la stella si sta allontanando dal sistema solare.
La sua attività magnetica lascia supporre che si tratti di una stella piuttosto giovane, rispetto ai 4,7 miliardi di anni di età del Sole.